# Weltbodentag
Der Weltbodentag (englisch World Soil Day) ist ein internationaler Aktionstag, der alljährlich am 5. Dezember stattfindet. Er wurde von der Internationalen Bodenkundlichen Union (IUSS) auf ihrem 17. Weltkongress im August 2002 in Bangkok beschlossen. Der 5. Dezember wurde ausgewählt, weil er der Geburtstag des thailändischen Königs Bhumibol Adulyadej war, der den Weltbodentag unterstützt hatte. Mit ihm soll ein jährliches Zeichen für die Bedeutung der natürlichen Ressource Boden gesetzt und für den Bodenschutz geworben werden. Böden sind die wesentliche Grundlage für Biodiversität und die Produktion von Nahrungsmitteln, sie leisten Wesentliches zur Sicherung der Ernährung der Menschheit sowie zur Versorgung mit sauberem Wasser und Energie. Im Juni 2013 nahm die FAO den Weltbodentag als Aktionstag in ihr Programm auf und bat die UN-Generalversammlung, diesen Aktionstag ebenfalls zu übernehmen. Im Dezember 2013 bestimmte die UN-Generalversammlung den 5. Dezember 2014 als ersten Weltbodentag der UN.
In Deutschland wird seit 2004 alljährlich am 5. Dezember zum Weltbodentag der Boden des Jahres für das folgende Jahr ausgerufen. Dies erfolgt in einer Veranstaltung des Kuratoriums Boden des Jahres in Zusammenarbeit mit einer bedeutenden staatlichen Einrichtung (einem Bundesministerium, einer Bundesbehörde oder einem Bundesland). Bisher hat diese Veranstaltung zumeist in Berlin stattgefunden.  

## Ähnliche Veranstaltungen
- Die Global Soil Week ist eine unregelmäßig in Berlin stattfindende Konferenz zum Thema Bodenschutz und nachhaltige Bodennutzung.